# Joni Mäki
Pour les articles homonymes, voir Mäki.
Joni Mäki est un fondeur finlandais né le 24 janvier 1995 à Vaasa. Il remporte la médaille d'argent aux Championnats du monde 2021 et aux Jeux olympiques d'hiver de 2022 en sprint par équipes.

## Carrière
Il représente le club Pohti Skiteam et  commence sa carrière en 2012 et signe ses premières victoires en 2013, dont une sur le championnat de Finlande junior (sur le vingt kilomètres). En 2014, son temps fort est le gain de la médaille de bronze au sprint libre sur les Championnats du monde junior à Val di Fiemme.
Il obtient sa première sélection dans la Coupe du monde en novembre 2014 à Ruka, où il se classe 64e et marque ses premiers points en janvier 2016 à Planica, sur le sprint (29e). C'est lors de la saison 2018-2019, qu'il émerge davantage au niveau mondial, atteignant trois fois les demi-finales en sprint dans la Coupe du monde, à Lillehammer, Davos et Drammen, pour obtenir une dixième place à chaque fois. Il prend part aux Championnats du monde 2019, où il se classe notamment treizième du sprint libre.
En décembre 2019, avec Ristomatti Hakola, il prend la troisième place du sprint par équipes de Planica et s'offre donc son premier podium dans la compétition. Il est aussi utilisé dans les relais, obtenant un premier podium à Lahti en janvier 2021 en devançant Alexander Bolshunov pour la deuxième place, ce dernier lui donnant un coup de bâton dans l'aire d'arrivée. Aux Championnats du monde 2021, à Oberstdorf, treizième du sprint individuel, il remporte la médaille d'argent au sprint par équipes en style libre avec Ristomatti Hakola.
En début de saison 2021-2022, il atteint sa première finale dans un sprint de Coupe du monde, à Ruka (6e, style classique).

## Palmarès

### Jeux olympiques
| Épreuve / Édition | Sprint | Sprint                           | 15 km                            | 15 km     | Skiathlon 2 × 15 km | 50 km | Relais                             | Relais    |
| Épreuve / Édition | libre  | classique                        | libre                            | classique | Skiathlon 2 × 15 km | 50 km | Sprint                             | 4 × 10 km |
| Pékin 2022        | 4e     | Épreuve inexistante à cette date | Épreuve inexistante à cette date | —         | —                   | —     | Médaille d'argent, Jeux olympiques | 6e        |

Légende :
- : première place, médaille d'or
- : deuxième place, médaille d'argent
- : troisième place, médaille de bronze
- : pas d'épreuve
- — : non disputée par Mäki

### Championnats du monde
| Épreuve / Édition | Sprint                           | Sprint                           | 15 km                            | 15 km                            | Skiathlon 2 × 15 km | 50 km | Relais                   | Relais    |
| Épreuve / Édition | libre                            | classique                        | libre                            | classique                        | Skiathlon 2 × 15 km | 50 km | Sprint                   | 4 × 10 km |
| Seefeld 2019      | 13e                              | Épreuve inexistante à cette date | Épreuve inexistante à cette date | 52e                              | —                   | —     | —                        | —         |
| Obertsdorf 2021   | Épreuve inexistante à cette date | 13e                              | Abandon                          | Épreuve inexistante à cette date | —                   | —     | Médaille d'argent, monde | 6e        |

Légende :
- : première place, médaille d'or
- : deuxième place, médaille d'argent
- : troisième place, médaille de bronze
- : pas d'épreuve
- — : non disputée par Mäki

### Coupe du monde
Son meilleur classement général est une 37e place en 2020-2021.

Son meilleur résultat individuel est à ce jour est une 6e place.
- 1 podium individuel : 1 deuxième place.
- 2 podiums par équipes :  1 deuxième place et 1 troisième place.

#### Classements par saison
| Saison    | Classement général final | Classement distance | Classement sprint |
| 2015-2016 | 148e                     |                     | 99e               |
| 2017-2018 | 130e                     |                     | 72e               |
| 2018-2019 | 44e                      | 79e                 | 19e               |
| 2019-2020 | 76e                      |                     | 39e               |
| 2020-2021 | 37e                      | 42e                 | 28e               |

### Championnats du monde junior
- Val di Fiemme 2014 :
  -  Médaille de bronze du sprint libre.

### Coupe de Scandinavie
- 1 victoire.

### Championnats de Finlande
- Champion du sprint libre en 2020 et 2022.